# Въстание на Никулица Делфина
Въстанието на Никулица Делфина е антивизантийско въстание, избухнало през юни 1066 г. в град Лариса в областта Тесалия, тогава населена с много българи, както власи и гърци.

## Повод
Повод за въстанието е повишаването на данъците от император Константин X Дука и появата на Халеевата комета през пролетта. Въстаниците българи и власи почти насила поставят начело протоспатария градоначалник на Лариса и влиятелен земевладелец Никулица Делфина Ларисейски – потомък на останалия верен на цар Самуил благородник Никулица, чийто род не само че е единственият, който не е изселен, когато градът става български (981), но и е назначен за управител на Сервия от българския цар. Въстанието от 1066 г. бързо се разраства, но византийският аристократ фактически предава бунтовниците.

## Ход на въстанието
Първоначално Делфина не желае да се замесва в това начинание. Той заминава в Цариград да уведоми василевса и да се срещне с него, но предава съзаклятието на императора. Делфина престоява цял месец без аудиенция, защото Константин ІХ не обръща внимание на предупреждението, преценявайки, че имотите му могат да пострадат в бъдещата размирица. 
Уплашен от опашатата звезда вещаеща гибел, той се връща. Въстаниците българи и власи се събират в къщата на Боривой Влахът и настояват Никулица Ларисейски да застане начело защото има собствен военен отряд. Преценявайки, че ако е начело, най-лесно ще потуши бунта, той се съгласява да го оглави. Още от самото начало, вече предал съзаклятието, византиецът се опитва да спре въстанието, като всее раздор сред бунтовниците – заплашва власите, че „стадата и семействата им са в планините на България“ и българите ще ги отвлекат, а българите заплашва, че „...се опълчват срещу Бога и срещу императора... и освен това е юни и как ще ожънем, ако се вдигне бунт!“. Нищо не разколебава народа, воден от Славота Карамалак, и бунтовниците настояват за военни действия. Тогава Делфина разделя въстаническата войска на две части. По малката потегля към Солунския залив и превзема крепостта Китрос. Другата, начело със самия Никулица, потегля на север да заеме Сервия. Близо до града са посрещнати от управителя на крепостта заедно с помощниците му. Той обявява, че е готов да капитулира, но вместо да го задържи и да влезе в Сервия, Никулица Делфина го пуска да си върви. Касторфилаксът се заваря в Сервия и се отмята от капитулацията. Това налага бунтовниците да обсадят града. След тридневна обсада, без да се стига до сражение, гарнизонът все пак капитулира. Тогава Никулица Делфина пише тайно до император Константин Х, който по оонова време е в Солун, че е готов да се подчини и го приканва по-скоро да изпрати армия към Сервия. В резултат най-сетне Константин Х изпраща писмо до Никулица Делфина, в което обявява опрощаване на данъците, а към Сервия е изпратен катепанът на темата България Андроник Филокал с колкото войски успява да събере. Пристигането му под Сервия обаче не променя ситуацията, защото въстаниците са многобройни и катепанът се страхува, че ако се стигне до битка, неговите недостатъчни сили ще бъдат разгромени.
Тогава идва ред на Никулица Делфина – събира бунтовниците, показва императорското писмо, обявявайки успеха и края на въстанието. Някои от бунтовниците обаче не са съгласни и искат да продължат въстанието. Тогава Никулица, спечелвайки с демагогия повечето хора на своя страна, заповядва недоволните да бъдат арестувани и затворени, а Славота Кармалак е екзекутиран. След това бунтовническата армия е разпусната, а Никулица Делфина се предава на катепана на тема България. Катепанът го изпраща в Цариград, където според някои е най-сетне почетен от византийския император с висок сан и богати награди за неутрализирания бунт на българите в Тесалия, а според други е хвърлен в тъмница.

## Последици
В своя новела от 1095 г. император Алексий Комнин ясно пише за положението, в което изпаднали българите, които със своята държавност изгубили и личната си свобода:
„... казват, че са произлезли от свободни родители, било българи или някакви такива които нашата държава е взела в робство, а след като представят за потвърждение на думите си неоспорими свидетели, техните господари пристъпват към противосвидетелстване и така ищците не са в състояние докрай да устоят в съдилищата и робската им участ отново ги потиска“.

## Извори
Кевкамен в своя труд „Стратегикон“ съставен в 1075 – 1078 г., разказва за въстанието следното:
„изпратили при него (Никулица Ларисийски) своите първенци,... които му открили всичко... Тогава той им казал: „Не е добро това нещо. Защото най-напред ние се опълчваме срещу Бога,... а след това срещу императора... Но освен това е и месец юни и как ще ожънем, ако се вдигне бунт? След това той се обърнал и към власите: Къде са сега вашите стада и жените ви? Те отвърнали: В планините на България. Защото българите имали такъв обичай – стадата и челядта им от месец април до месец септември да прекарват по високите планини и най-студените места. Следователно – добавил той, – да не би тамошните хора, които са на страната на императора, да ги отвлекат... И власите, като чули това, послушали думите.“
„...Един ден Никулица му казал (на императора): Добри господарю, готви се бунт в Елада и, ако заповядаш, ще ти кажа как се готви той. ... Прочее благодари се на бога, че аз задържам народа и мога да прекратя този бунт ако ме послушаш и премахнеш увеличенията на техните данъци и постановления. Защото той (Константин Х) беше увеличил данъците с много номизми“.
„...като се събрали българите и власите, отишли по пладне всички заедно при Никулица,... хванали го и казали: От днес те смятаме за наш водач и господар и те избираме да заповядваш какво да правим в предстоящото въстание!“.